# Estação Broadview
Broadwiew é uma estação do metrô de Toronto, localizada na linha Bloor-Danforth. Localiza-se no cruzamento da Danforth Avenue com a Broadwiew Avenue. Broadview possui um terminal de ônibus e bonde integrado, que atende seis linhas de superfície da Toronto Transit Commission. O nome da estação provém da Castle Frank Road, a principal rua norte-sul servida pela estação.